# أرون ودلي
أرون ودلي هو كاتب سيناريو ومخرج كندي، ولد في 1971 في تورونتو في كندا.

## وصلات خارجية
- الموقع الرسمي
- أرون ودلي على موقع IMDb (الإنجليزية)
- أرون ودلي على موقع ألو سيني (الفرنسية)
- أرون ودلي على موقع أول موفي (الإنجليزية)
- أرون ودلي على موقع قاعدة بيانات الأفلام السويدية (السويدية)
- أرون ودلي على موقع قاعدة بيانات الفيلم (الإنجليزية)
- أرون ودلي على موقع كينوبويسك (الروسية)